# 和欣客運
和欣汽車客運股份有限公司（英語：HO-HSIN BUS TRAFFIC CO.,LTD.），簡稱和欣客運，是一家以提供臺灣國道客運服務為主要業務的民營企業，發跡於台南，主要經營臺南市往返臺北市、板橋、三重、桃園、中壢、新竹市、臺中市、嘉義市、高雄市等的國道客運路線。

## 沿革事紀
- 1999年12月15日，和欣客運成立，總部設於臺南縣新營市（今臺南市新營區），客層鎖定商務階級。並於北區設置車輛基地，後車輛基地再遷移至安南區。
- 2007年10月12日，推出全新頂級，白金臥艙。
- 2009年，推出頭等商務艙車種；其後同白金臥艙與其他車種混合調度。
- 2010年，推出白金臥艙10週年紀念版「豪華尊榮 」艙。
- 2011年，加入臺中市公車行列，經營原由台中客運營運的54路，路線延長行駛為「水湳經貿園區－逢甲商圈－烏日明道中學」，除白金臥艙外，各車種皆有行駛（包括快樂通中型巴士）。
- 2012年，臺中市政府交通局決議重新遴選台中市公車54路經營業者，經臺中市市區汽車客運審議委員會評選為臺中客運，並於3月1日起移轉路線營運權利。
- 2013年6月1日，宣布7510（基隆市中正區─國道1號─國道3號─捷運南港站）路線停駛一年。
- 2013年8月27日，接駛9007（臺北─國道1號─臺中港）路線。
- 2014年6月2日，獲中華民國交通部准許將9007（臺北─國道1號─臺中港）路線，變更為7511「臺北－三重－國道1號－臺中港」路線。
- 2014年6月17日，7500、7504、7505三條國道客運路線，開始實施交通部公路總局核備之試辦計畫「部分班次上下交流道、短端售票、縮駛」；而被查獲違規而停止的(台中─台南)區間再度售票，其後再恢復「新營－臺南」、「麻豆－高雄」、「板橋－中壢」（限深夜）等區間。
- 2014年9月1日，配合臺中水湳經貿生態園區周邊都市重劃工程，(中清站)停止售票及上客業務[1]。
- 2016年6月1日起，兩排椅班次從7504路線撤退，故兩排椅班次集中經營南北長途路線。
- 2016年8月1日，(岡山站)結束營業[2]。
- 2016年9月5日，(九龍食品站)結束營業[3]。
- 2016年12月29日，(干城站)結束營業，唯一條靠7504路線，縮駛至朝馬轉運站[4]。
- 2017年起，停止播送車上音樂。
- 2017年9月1日，終止高鐵快捷公車聯合行銷合約。
- 2018年8月17日，推出「臺中－嘉義」套票(一本8張)，另外原有7種套票，進行封面設計改版。
- 2018年9月30日，7500、7505、7512路線調整上下交流道(地點)及時刻(時間)，其中下新營站平日班次大部分取消，改由區間車班次停靠
- 2019年2月26日，7506路裁撤(彰化交流道)站。
- 2019年3月12日起，取消深夜橙色(優惠)時段。
- 2024年4月1日起，7513「台北－高雄」，正式通車，承接原為阿羅哈客運3999路線 。
- 2024年7月1日：原7500+7512「臺北-經新營轉乘-高雄」聯程轉運班次全數轉移至7513繼續行駛。
- 2025年6月27日：7502「嘉義－中山高－高雄」停駛。

## 相關事業
- 和欣假期公司

### 家族企業
以下公司的老闆與和欣客運有家族關係，但除了路線聯營以外並沒有進一步聯盟，不屬於相關企業：
- 臺灣愛巴士交通聯盟
  - 中鹿客運
  - 亞通客運
  - 漢程客運
  - 仁友客運
  - 全航客運
  - 巨業交通

## 外部連結
- 和欣客運公司（页面存档备份，存于）（繁體中文）
- 和欣假期公司（页面存档备份，存于）
- 和欣客運的Facebook專頁